# Batán (Kostaryka)
Batán – miasto w Kostaryce, w prowincji Limón.